# Hans Schwarzentruber
Hans Schwarzentruber (* 25. März 1929 Luzern, Schweiz; † 23. November 1982, ebenda) war ein Schweizer Turner. Er gewann bei den Olympischen Spielen 1952 in Helsinki zusammen mit Josef Stalder, Hans Eugster, Jean Tschabold, Jack Günthard, Melchior Thalmann, Ernst Gebendinger und Ernst Fivian die Silbermedaille im Mannschaftsmehrkampf im Geräteturnen. In der Gesamtwertung kam er auf Platz 52. Bei den Olympischen Spielen 1960 in Rom trat er erneut an und kam auf Rang 47 beziehungsweise Rang 8 im Mannschaftsmehrkampf.
Schwarzentruber trat für den BTV Luzern an.